# Neferhetepes (prinses)
Neferhetepes was een oud-Egyptische prinses en priesteres uit de 4e dynastie van Egypte. Ze was de dochter van Djedefre en Hetepheres II.
De naam Neferhetepes is bekend geworden van een beeld gevonden in Abu Roash waar haar vader een piramidencomplex had laten bouwen.
Lange tijd werd gedacht dat Neferhetepes dezelfde persoon was als de gelijknamige Neferhetepes, vrouw van Oeserkaf. De Neferhetepes waar dit artikel over gaat was echter nooit aangeduid als Vrouw van de Koning, maar wel als Moeder van de Koning.

## Titulatuur
- Koninklijke dochter van zijn lichaam
- Priesteres van Hathor